# Acalolepta blairi
Acalolepta blairi är en skalbaggsart som först beskrevs av Stefan von Breuning 1935.  Acalolepta blairi ingår i släktet Acalolepta och familjen långhorningar. Inga underarter finns listade i Catalogue of Life.